# Czasopismo Poświęcone Prawu i Umiejętnościom Politycznym
Czasopismo Poświęcone Prawu i Umiejętnościom Politycznym – miesięcznik wydawany w Krakowie w latach 1863–1869 przez Michała Koczyńskiego – profesora Uniwersytetu Jagiellońskiego. 
Pismo było organem Wydziału Prawa i Administracji krakowskiej uczelni, publikowano w nim wyniki badań historycznych, filozoficznych, politycznych i prawniczych, krytyki i analizy dzieł polskich i zagranicznych, a także bieżącą kronikę bibliograficzną dzieł prawniczych, nekrologi i zapowiedzi nowych publikacji. Poza profesorami Uniwersytetu Jagiellońskiego z pismem współpracowali także prof. Uniwersytetu Lwowskiego Józefat Zielonacki, radca sądu krajowego lwowskiego Karol Hillbricht, Ludwik Gumplowicz, Leon Blumenstock i krakowski filantrop Konstanty Hoszowski.